# Хелга (Миннесота)
Хелга (англ. Helga) — тауншип в округе Хаббард, Миннесота, США. На 2000 год его население составило 1109 человек.

## География
По данным Бюро переписи населения США площадь тауншипа составляет 92,3 км², из которых 85,9 км² занимает суша, а 6,4 км² — вода (6,93 %).

## Демография
По данным переписи населения 2000 года здесь находились 1109 человек, 384 домохозяйства и 324 семьи. Плотность населения — 12,9 чел./км². На территории тауншипа расположено 430 построек со средней плотностью 5,0 построек на один квадратный километр. Расовый состав населения: 95,67 % белых, 2,71 % коренных американцев, 0,45 % азиатов и 1,17 % приходится на две или более других рас. Испанцы или латиноамериканцы любой расы составляли 0,72 % от популяции тауншипа.
Из 384 домохозяйств в 41,1 % воспитывались дети до 18 лет, в 76,8 % проживали супружеские пары, в 4,7 % проживали незамужние женщины и в 15,6 % домохозяйств проживали несемейные люди. 13,3 % домохозяйств состояли из одного человека, при том 3,9 % из — одиноких пожилых людей старше 65 лет. Средний размер домохозяйства — 2,89, а семьи — 3,15 человека.
29,5 % населения — младше 18 лет, 7,4 % — в возрасте от 18 до 24 лет, 29,8 % — от 25 до 44, 26,1 % — от 45 до 64, и 7,3 % — старше 65 лет. Средний возраст — 37 лет. На каждые 100 женщин приходилось 105,8 мужчин. На каждые 100 женщин старше 18 приходилось 108,5 мужчин.
Средний годовой доход домохозяйства составлял 46 645 долларов, а средний годовой доход семьи — 50 000 долларов. Средний доход мужчин — 33 333 доллара, в то время как у женщин — 21 726. Доход на душу населения составил 19 410 долларов. За чертой бедности находились 3,8 % семей и 5,4 % всего населения тауншипа, из которых 5,0 % младше 18 и 2,5 % старше 65 лет.